# Jacek Wijaczka
Jacek Wijaczka (ur. 1960 w Końskich) – polski historyk, profesor nauk humanistycznych, nauczyciel akademicki.

## Życiorys
W 1984 roku ukończył studia z zakresu historii w Wyższej Szkole Pedagogicznej w Kielcach. Magisterium uzyskał za pracę Chrystian Francken - wolnomyśliciel religijny przygotowaną na seminarium prof. Wacława Urbana. Doktoryzował się w 1990 na Uniwersytecie Mikołaja Kopernika w Toruniu na podstawie pracy zatytułowanej Asverus von Brandt (VII 1509–1559). Dyplomata w służbie ks. Albrechta pruskiego., której promotorem był prof. Janusz Małłek. Stopień doktora habilitowanego uzyskał w 1998 roku na tej uczelni w oparciu o rozprawę Stosunki dyplomatyczne Polski z Rzeszą Niemiecką w czasach panowania cesarza Karola V (1519–1556). Postanowieniem Prezydenta RP z 21 października 2003 otrzymał tytuł profesora nauk humanistycznych.
Po studiach pracował w Instytucie Historii WSP potem Akademii Świętokrzyskiej w Kielcach, początkowo jako asystent (1984-1991), następnie adiunkt. a od 1998 jako profesor. Od 1999 do 2001 był dyrektorem Instytutu Historii. Obecnie jest wykładowcą Uniwersytetu Mikołaja Kopernika w Toruniu, w latach 2011–2014 pełnił funkcję dyrektora Instytutu Historii i Archiwistyki. Ponadto w latach 2009–2012 był sekretarzem generalnym Polskiego Towarzystwa Historycznego. Od 2008 do 2020 roku był również redaktorem naczelnym czasopisma „Czasy Nowożytne”. Jego zainteresowania badawcze obejmują: dzieje Prus Książęcych i Królewskich, polowania na czarownice i procesy o czary w Europie wczesnonowożytnej oraz historię Żydów w okresie staropolskim.

## Wybrane publikacje
- Działalność dyplomatyczna Asverusa von Brandta w latach 1538–1547, Kielce 1991
- Prusy Książęce a Polska, Litwa i Inflanty w połowie XVI wieku. Działalność dyplomatyczna Asverusa von Brandta w latach 1544–1558, Kielce 1992
- Procesy o mordy rytualne w Polsce w XVI–XVIII wieku, Kielce 1995 (wraz z Zenonem Guldonem)
- Asverus von Brandt 1509–1559. Życie i działalność dyplomatyczna w służbie księcia Albrechta pruskiego, Kielce 1996
- Stosunki dyplomatyczne Polski z Rzeszą Niemiecką (1519–1556), Kielce 1998
- Relacje Jerzego Woyny-Okołowa, przedstawiciela Rzeczypospolitej w Królewcu w latach 1792-1794, wyd. J. Wijaczka, Toruń 1999
- Wizytacja biskupstwa sambijskiego z 1569 roku, wyd. J. Wijaczka, Toruń 2001
- Świętokrzyski słownik biograficzny. T. 1, Kielce 2002 (redaktor)
- Handel zagraniczny Krakowa w połowie XVII wieku, Kraków 2002
- Stanisława księcia Poniatowskiego Diariusz podróży w roku 1784 w kraje niemieckie przedsięwziętej, wyd. J. Wijaczka, Kielce 2002
- Dzieje regionu świętokrzyskiego od X do końca XVIII wieku, Kielce 2004 (redaktor)
- Wizytacja biskupstwa sambijskiego z 1570 roku, wyd. J. Wijaczka, Toruń 2005
- Procesy o czary w Prusach Książęcych (Brandenburskich) w XVI–XVIII wieku, Toruń 2007
- Magia i czary. Polowanie na czarownice i czarowników w Prusach Książęcych w czasach wczesnonowożytnych, Toruń 2008
- Albrecht von Brandenburg – Ansbach (1490-1568). Ostatni mistrz zakonu krzyżackiego i pierwszy książę „w Prusiech”, Olsztyn 2010
- Historia powszechna. Wiek XVI–XVIII, Warszawa 2012 (wraz z Krzysztofem Mikulskim)
- Kościół wobec czarów w Rzeczypospolitej w XVI-XVIII wieku (na tle europejskim), Warszawa 2016
- Procesy o czary w Prusach Książęcych (Brandenburskich) w XVI-XVIII wieku, wyd. 2, Olsztyn 2019
- Albrecht von Brandenburg-Ansbach (1490-1568), der letzte Hochmeister des Deutschen Ordens und der erste Herzog in Preussen. Die Biographie, Buskow 2019
- Czarownicom żyć nie dopuścisz. Procesy o czary w Polsce w XVII-XVIII wieku, Poznań 2022
- Traktat krakowski i hołd pruski z 1525 roku, Olsztyn 2025